# 诺拉·塔卢斯
诺拉·塔卢斯（芬蘭語：Nora Tallus，1981年2月9日—），芬兰女子冰球运动员，场上位置是前锋。她曾代表芬兰国家队参加2006年冬季奥林匹克运动会冰球比赛，获得第四名。